# Championnats du Portugal de cyclo-cross
Les championnats du Portugal de cyclo-cross sont des compétitions de cyclo-cross organisées annuellement afin de décerner les titres de champion de Portugal de cyclo-cross.

## Palmarès masculin

### Élites
| Année | Vainqueur             | Deuxième            | Troisième           |
| ----- | --------------------- | ------------------- | ------------------- |
| 1960  | Antonio Alves Barbosa |                     |                     |
| 1961  | Antonio Alves Barbosa |                     |                     |
| 2013  | Vitor Santos          | João Pereira        | Ricardo Senos       |
| 2014  | Vitor Santos          | Mário Miranda Costa | Ricardo Marinheiro  |
| 2015  | Mário Miranda Costa   | Vitor Santos        | Fábio Ribeiro       |
| 2016  | Vitor Santos          | Mário Miranda Costa | Ricardo Marinheiro  |
| 2017  | Ricardo Marinheiro    | Mário Miranda Costa | Roberto Ferreira    |
| 2018  | Mário Miranda Costa   | Vitor Santos        | Roberto Ferreira    |
| 2019  | Márcio Barbosa        | Mário Miranda Costa | Roberto Ferreira    |
| 2020  | Márcio Barbosa        | Vitor Santos        | Mário Miranda Costa |
| 2021  | Mário Miranda Costa   | Vitor Santos        | Miguel Salgueiro    |
| 2022  | Mário Miranda Costa   | Bruno Silva         | Vitor Santos        |
| 2023  | Roberto Ferreira      | Mário Miranda Costa | Francisco Campos    |
| 2024  | Roberto Ferreira      | Mário Miranda Costa | João Cruz           |
| 2025  | Rafael Sousa          | Bruno Silva         | Roberto Ferreira    |

### Espoirs
| Année | Vainqueur                                            | Deuxième                                             | Troisième                                            |
| ----- | ---------------------------------------------------- | ---------------------------------------------------- | ---------------------------------------------------- |
| 2013  | Roberto Ferreira                                     | Francisco Sousa                                      | Fábio Ribeiro                                        |
| 2014  | Fábio Ribeiro                                        | Roberto Ferreira                                     | José Pedro Dias                                      |
| 2015  | José Pedro Dias                                      | André Moreira                                        | João Pereira                                         |
| 2016  | Roberto Ferreira                                     | José Pedro Dias                                      | Fábio Mansilhas                                      |
| 2017  | Bruno Silva                                          | João Rocha                                           | Filipe Francisco                                     |
| 2018  | Miguel Salgueiro                                     | Bruno Silva                                          | João Rocha                                           |
| 2019  | Bruno Silva                                          | Miguel Salgueiro                                     | João Rocha                                           |
| 2020  | Miguel Salgueiro                                     | João Salgado                                         | João Rocha                                           |
| 2021  | Édition annulée en raison de la pandémie de Covid-19 | Édition annulée en raison de la pandémie de Covid-19 | Édition annulée en raison de la pandémie de Covid-19 |
| 2022  | João Silva                                           | João Cruz                                            | Pedro Pinto                                          |
| 2023  | Alexandre Montez                                     | João Cruz                                            | Tomás Mota                                           |
| 2024  | Rafael Sousa                                         | Alexandre Montez                                     | João Silva                                           |
| 2025  | Joao Fonseca                                         | Tomás Gaspar                                         | Duarte Galvo                                         |

### Juniors
| Année | Vainqueur                                             | Deuxième                                              | Troisième                                             |
| ----- | ----------------------------------------------------- | ----------------------------------------------------- | ----------------------------------------------------- |
| 2013  | João Pereira                                          | Rui Carvalho                                          | Joao Cabral                                           |
| 2014  | João Pereira                                          | Bruno Machado                                         | André Moreira                                         |
| 2015  | João Rocha                                            | Bruno Silva                                           | Miguel Duarte                                         |
| 2016  | Bruno Silva                                           | Pedro Melo                                            | Gonçalo Barros                                        |
| 2017  | Miguel Salgueiro                                      | Márcio Peralta                                        | Pedro Costa                                           |
| 2018  | Guilherme Mota                                        | Márcio Peralta                                        | Rafael Serafin                                        |
| 2019  | Diogo Neves                                           | Tiago Sousa                                           | Lucas Braga                                           |
| 2020  | Vasco Cunha                                           | Joao Cruz                                             | Tomás Sacramento                                      |
| 2021  | Édition annulée en raison de la pandémie de Covid-19* | Édition annulée en raison de la pandémie de Covid-19* | Édition annulée en raison de la pandémie de Covid-19* |
| 2022  | Rafael Sousa                                          | Tomás Gaspar                                          | Guilherme Barros                                      |
| 2023  | Tomás Gaspar                                          | Rafael Sousa                                          | Duarte Galvao                                         |
| 2024  | Joao Fonseca                                          | Duarte Galvao                                         | Diogo Pinguinha                                       |
| 2025  | Gonçalo Costa                                         | Diogo Pinguinha                                       | Hugo Ramalho                                          |

## Palmarès féminin

### Élites
| Année | Vainqueur             | Deuxième                | Troisième                |
| ----- | --------------------- | ----------------------- | ------------------------ |
| 2013  | Isabel Caetano        | Ana Vigário             | Ana Tomás                |
| 2014  | Isabel Caetano        | Ana Vigário             | Ana Tomás                |
| 2015  | Isabel Caetano        | Joana Oliveira Monteiro | Ana Vigário              |
| 2016  | Isabel Caetano        | Joana Oliveira Monteiro | Ana Barroso Miranda Vale |
| 2017  | Sandra Dos Santos     | Joana Oliveira Monteiro | Ana Vigário              |
| 2018  | Sandra Dos Santos     | Marta Branco            | Joana Oliveira Monteiro  |
| 2019  | Ana Mafalda Sá Santos | Raquel Queirós          | Sandra Dos Santos        |
| 2020  | Ana Mafalda Sá Santos | Joana Oliveira Monteiro | Melissa Plácido Maia     |
| 2021  | Ana Mafalda Sá Santos | Joana Oliveira Monteiro | Daniela Pereira          |
| 2022  | Ana Mafalda Sá Santos | Joana Oliveira Monteiro | Leandra Gomes            |
| 2023  | Ana Mafalda Sá Santos | Joana Oliveira Monteiro | Isabel Caetano           |
| 2024  | Ana Mafalda Sá Santos | Joana Oliveira Monteiro | Leandra Gomes            |
| 2025  | Beatriz Guerra        | Leandra Gomes           | Margarida Vasconcelos    |

### Espoirs
| Année | Vainqueur                                            | Deuxième                                             | Troisième                                            |
| ----- | ---------------------------------------------------- | ---------------------------------------------------- | ---------------------------------------------------- |
| 2016  | Marta Branco                                         | Ana Tomás                                            | Claudia Costa                                        |
| 2017  | Raquel Queirós                                       | Ana Tomás                                            | Marta Branco                                         |
| 2019  | Rafaela Costa Ramalho                                | Pas d'autres concurrentes                            | Pas d'autres concurrentes                            |
| 2020  | Marta Branco                                         | Rafaela Costa Ramalho                                | Jessica Costa                                        |
| 2021  | Édition annulée en raison de la pandémie de Covid-19 | Édition annulée en raison de la pandémie de Covid-19 | Édition annulée en raison de la pandémie de Covid-19 |
| 2023  | Beatriz Guerra                                       | Laura Simao                                          | Catarina Lopes                                       |
| 2024  | Laura Simao                                          | Catarina Lopes                                       | Beatriz Sousa                                        |
| 2025  | Beatriz Guerra                                       | Catarina Lopes                                       | Laura Simao                                          |

### Juniors
| Année | Vainqueur                                            | Deuxième                                             | Troisième                                            |
| ----- | ---------------------------------------------------- | ---------------------------------------------------- | ---------------------------------------------------- |
| 2021  | Édition annulée en raison de la pandémie de Covid-19 | Édition annulée en raison de la pandémie de Covid-19 | Édition annulée en raison de la pandémie de Covid-19 |
| 2022  | Mariana Libano                                       | Laura Simão                                          | Catarina Lopes                                       |
| 2024  | Beatriz Guerra                                       | Margarida Vasconcelos                                | Daniela Isidoro                                      |
| 2025  | Margarida Vasconcelos                                | Matilde Moreira                                      |                                                      |